# I liga peruwiańska w piłce nożnej (2004)
Peru 2004
Mistrzem Peru został klub Alianza Lima, natomiast wicemistrzem – klub Club Sporting Cristal.
Do Copa Libertadores w roku 2005 zakwalifikowały się następujące kluby:
- Alianza Lima (zwycięzca turnieju Apertura),
- Club Sporting Cristal (zwycięzca turnieju Clausura),
- Cienciano Cuzco (najlepszy w tabeli sumarycznej).

Do Copa Sudamericana w roku 2005 zakwalifikowały się następujące kluby:
- Alianza Atlético Sullana (4. miejsce w tabeli sumarycznej),
- Universitario Lima (5. miejsce w tabeli sumarycznej).

Kluby, które spadły do II ligi:
- Deportivo Wanka Huancayo (przedostatnie miejsce w tabeli sumarycznej),
- Estudiantes de Medicina Ica (ostatnie miejsce w tabeli sumarycznej).

Na miejsce spadkowiczów awansowały następujące kluby:
- Sport Áncash Huaraz (mistrz Copa Perú).

I liga zmniejszona została z 14 do 13 klubów.

## Torneo Apertura 2004

### Apertura1
| Data           | Mecz |
| -------------- | --- |
| 28 lutego 2004 | FBC Melgar – Universidad San Martín Lima 3:1 Gabriel García 24, Gerardo Garate 65, Miguel Huertas 88 – José Fernández 58                                 |
| 29 lutego 2004 | Estudiantes de Medicina Ica – Universitario Lima 1:0 Edilberto Salazar 85                                                                                |
| 29 lutego 2004 | Club Sporting Cristal – Universidad César Vallejo Trujillo 5:0 Carlos Zegarra 39, Sergio Junior 55, Carlos Orejuela 80, Luis Bonnet 83, Fredy Barrios 88 |
| 29 lutego 2004 | Coronel Bolognesi Tacna – Alianza Atlético Sullana 0:2 Pedro Ascoy 29, Roberto Jiménez 44                                                                |
| 29 lutego 2004 | Deportivo Wanka Huancayo – Cienciano Cuzco 0:3 Carlos Lugo 27, Miguel Mostto 39, Sergio Ibarra 69                                                        |
| 29 lutego 2004 | Unión Huaral – Sport Boys Callao 2:0 Hernán Rengifo 9, Víctor Reyes 44                                                                                   |
| 29 lutego 2004 | Alianza Lima – Atlético Universidad Arequipa 2:0 Junior Viza 13, Jefferson Farfán 63                                                                     |

### Apertura2
| Data             | Mecz |
| ---------------- | --- |
| 3 marca 2004     | Alianza Atlético Sullana – FBC Melgar 2:2 Pedro Garcia 53k, Juan Arango 61 – Hilden Salas 25, Gabriel García 47                                   |
| 3 marca 2004     | Atlético Universidad Arequipa – Coronel Bolognesi Tacna 2:0 Charly Vicente 43, Gianmarko Loncharich 80                                            |
| 3 marca 2004     | Sport Boys Callao – Deportivo Wanka Huancayo 2:0 Carim Adippe 13, Wilkin Cavero 79                                                                |
| 3 marca 2004     | Universidad San Martín Lima – Estudiantes de Medicina Ica 2:2 Miguel Ortega 53, Carlos Enrique Ismodes 84k – Bratzo Gil 23, Edilberto Salazar 59k |
| 3 marca 2004     | Universitario Lima – Unión Huaral 0:0 |
| 17 marca 2004    | Universidad César Vallejo Trujillo – Alianza Lima 1:1 Diego Centurión 21 – Jefferson Farfán 49k                                                   |
| 28 kwietnia 2004 | Cienciano Cuzco – Club Sporting Cristal 1:0 Sergio Ibarra 47                                                                                      |

### Apertura3
| Data         | Mecz |
| ------------ | --- |
| 6 marca 2004 | Club Sporting Cristal – Alianza Atlético Sullana 0:1 William Chiroque 57                                                              |
| 7 marca 2004 | Estudiantes de Medicina Ica – Cienciano Cuzco 0:1 César Balbín 66                                                                     |
| 7 marca 2004 | FBC Melgar – Universitario Lima 1:1 Ronald Gárate 15 – Ysrael Zúñiga 48                                                               |
| 7 marca 2004 | Unión Huaral – Universidad César Vallejo Trujillo 0:1 Luis Caldas 85                                                                  |
| 7 marca 2004 | Alianza Lima – Coronel Bolognesi Tacna 3:1 Roberto Silva 21, 37, Alex Sánchez 79 – Miguel Zagaceta 65                                 |
| 7 marca 2004 | Deportivo Wanka Huancayo – Atlético Universidad Arequipa 3:1 Alexis Prado 10, Jorge Alegría 60, Juan Guzmán 64 – Christian Zúñiga 59k |
| 7 marca 2004 | Universidad San Martín Lima – Sport Boys Callao 3:1 Miguel Ortega 22, Carlos Enrique Ismodes 79, Rafael Villanueva 89 – Henry Colán 7 |

### Apertura4
| Data          | Mecz |
| ------------- | --- |
| 13 marca 2004 | Atlético Universidad Arequipa – Club Sporting Cristal 0:1 Luis Bonnet 90                                                                    |
| 13 marca 2004 | Universitario Lima – Universidad San Martín Lima 1:0 Daniel Cicogna 20                                                                      |
| 14 marca 2004 | Alianza Atlético Sullana – Alianza Lima 1:1 Alex Becerra 46 – Aldo Olcese 79k                                                               |
| 14 marca 2004 | Universidad César Vallejo Trujillo – Deportivo Wanka Huancayo 1:0 Manuel Corrales 53                                                        |
| 14 marca 2004 | Coronel Bolognesi Tacna – FBC Melgar 2:3 Johan Fano 38, Junior Ross 91 – Miguel Huertas 23, Gabriel García 28, Ramón Rodríguez del Solar 40 |
| 14 marca 2004 | Cienciano Cuzco – Unión Huaral 3:1 Santiago Acasiete 7, Juan la Rosa 48, Sergio Ibarra 87 – Alex Magallanes 90                              |
| 14 marca 2004 | Sport Boys Callao – Estudiantes de Medicina Ica 0:0                                                                                         |

### Apertura5
| Data          | Mecz |
| ------------- | --- |
| 19 marca 2004 | Universitario Lima – Cienciano Cuzco 3:0 Ysrael Zúñiga 31, Daniel Cicogna 44k, Rafael Arnao 55s                         |
| 20 marca 2004 | Club Sporting Cristal – Alianza Lima 0:5 Martín Hidalgo 54, Martín Gutiérrez 59s, Roberto Silva 61, Waldir Sáenz 77, 88 |
| 21 marca 2004 | Estudiantes de Medicina Ica – Atlético Universidad Arequipa 0:0                                                         |
| 21 marca 2004 | Universidad San Martín Lima – Universidad César Vallejo Trujillo 0:1 Leandro Cabrera 67                                 |
| 21 marca 2004 | FBC Melgar – Sport Boys Callao 2:0 Gabriel García 16, Ramón Rodríguez del Solar 21                                      |
| 21 marca 2004 | Unión Huaral – Alianza Atlético Sullana 0:2 Piero Alva 58, Pedro García 60                                              |
| 21 marca 2004 | Deportivo Wanka Huancayo – Coronel Bolognesi Tacna 2:1 Robert León 12, Juan Guzmán 57 – Junior Ross 29                  |

### Apertura6
| Data            | Mecz |
| --------------- | --- |
| 3 kwietnia 2004 | Alianza Lima – FBC Melgar 4:0 Jefferson Farfán 22, Wilmer Aguirre 59, 74, José Soto 79k                                                                                  |
| 3 kwietnia 2004 | Sport Boys Callao – Universitario Lima 1:2 Roy González 24k – Ysrael Zúñiga 28, 77                                                                                       |
| 4 kwietnia 2004 | Atlético Universidad Arequipa – Unión Huaral 0:2 Rubén Díaz 40, Alex Magallanes 82                                                                                       |
| 4 kwietnia 2004 | Alianza Atlético Sullana – Deportivo Wanka Huancayo 6:1 Jorge Huamán 59, Pedro García 64, Pedro Ascoy 71, 80, William Chiroque 76, Roberto Jiménez 91 – Javier Lovera 18 |
| 4 kwietnia 2004 | Universidad César Vallejo Trujillo – Estudiantes de Medicina Ica 1:2 Martín Vásquez 34 – Rafael Farfán 19, Rómulo Fernández 36                                           |
| 4 kwietnia 2004 | Cienciano Cuzco – Universidad San Martín Lima 1:0 Sergio Ibarra 76 |
| 4 kwietnia 2004 | Coronel Bolognesi Tacna – Club Sporting Cristal 1:3 Junior Ross 51 – Carlos Zegarra 69, 83, Sergio Junior 77                                                             |

### Apertura7
| Data             | Mecz |
| ---------------- | --- |
| 10 kwietnia 2004 | Universitario Lima – Atlético Universidad Arequipa 2:0 Ysrael Zúñiga 13, 43                                                               |
| 11 kwietnia 2004 | Sport Boys Callao – Universidad César Vallejo Trujillo 2:2 Roy González 71k, Pedro Plaza 83 – Cristian Ortiz 52, Diego Centurión 75       |
| 11 kwietnia 2004 | Estudiantes de Medicina Ica – Coronel Bolognesi Tacna 0:0                                                                                 |
| 11 kwietnia 2004 | Deportivo Wanka Huancayo – Club Sporting Cristal 1:1 Frank Palomino 58 – Isaac Ponte 15                                                   |
| 11 kwietnia 2004 | Unión Huaral – Alianza Lima 1:1 Johny Vegas 64k – Roberto Silva 16                                                                        |
| 11 kwietnia 2004 | FBC Melgar – Cienciano Cuzco 2:0 Martín Arriola 18, Ramón Rodríguez del Solar 41                                                          |
| 11 kwietnia 2004 | Universidad San Martín Lima – Alianza Atlético Sullana 1:3 Giancarlo Chichizola 90 – Alex Becerra 31, Pedro García 70, Roberto Jiménez 89 |

### Apertura8
| Data             | Mecz |
| ---------------- | --- |
| 11 kwietnia 2004 | Alianza Atlético Sullana – Estudiantes de Medicina Ica 0:1 Bratzo Gil 56                                                             |
| 11 kwietnia 2004 | Atlético Universidad Arequipa – Universidad San Martín Lima 1:1 Javier Cárdenas 19k – Sergio Ubillús 76                              |
| 11 kwietnia 2004 | Universidad César Vallejo Trujillo – Universitario Lima 1:1 Luis Caldas 23 – Roberto Holsen 71                                       |
| 11 kwietnia 2004 | Cienciano Cuzco – Sport Boys Callao 4:1 Martín García 24, Sergio Ibarra 51k, Rodrigo Saraz 53, Germán Carty 54 – Gonzalo Martínez 46 |
| 11 kwietnia 2004 | Coronel Bolognesi Tacna – Unión Huaral 0:2 Hernán Rengifo 41, 43                                                                     |
| 11 kwietnia 2004 | Alianza Lima – Deportivo Wanka Huancayo 3:0 Jefferson Farfán 9, Juan Jayo 43, Aldo Olcese 81                                         |
| 29 maja 2004     | Club Sporting Cristal – FBC Melgar 3:0 RainerTorres 62, Luis Bonnet 83, Amilton Prado 88                                             |

### Apertura9
| Data             | Mecz |
| ---------------- | --- |
| 17 kwietnia 2004 | Unión Huaral – Deportivo Wanka Huancayo 0:0                                                                                    |
| 17 kwietnia 2004 | FBC Melgar – Universidad César Vallejo Trujillo 0:1 Sandro Gamarra 35                                                          |
| 17 kwietnia 2004 | Universitario Lima – Coronel Bolognesi Tacna 1:0 Roberto Holsen 65                                                             |
| 18 kwietnia 2004 | Estudiantes de Medicina Ica – Club Sporting Cristal 1:1 José Chacón 93 – José Moisela 48                                       |
| 18 kwietnia 2004 | Universidad San Martín Lima – Alianza Lima 1:4 José Fernández 40 – Jefferson Farfán 47, 51, Wilmer Aguirre 79, Waldir Sáenz 93 |
| 18 kwietnia 2004 | Sport Boys Callao – Alianza Atlético Sullana 2:2 Luciano Castillo 45, Víctor Rossel 70 – Pedro García 42, Roberto Jiménez 66   |
| 18 kwietnia 2004 | Cienciano Cuzco – Atlético Universidad Arequipa 4:0 Julio García 37, Sergio Ibarra 50k, Germán Carty 56, Miguel Mostto 90      |

### Apertura10
| Data             | Mecz |
| ---------------- | --- |
| 21 kwietnia 2004 | Alianza Atlético Sullana – Universitario Lima 2:0 Pedro García 18, 43k                                                                                |
| 21 kwietnia 2004 | Deportivo Wanka Huancayo – FBC Melgar 0:0 |
| 21 kwietnia 2004 | Club Sporting Cristal – Unión Huaral 4:2 Carlos Zegarra 27, Robert Lima 47, Amilton Prado 55, Luis Bonnet 60 – Milton Marquillo 24, Hernán Rengifo 51 |
| 21 kwietnia 2004 | Atlético Universidad Arequipa – Sport Boys Callao 1:1 Sebastián Néstor Domínguez 34 – José Corcuera 36                                                |
| 21 kwietnia 2004 | Coronel Bolognesi Tacna – Universidad San Martín Lima 4:1 David Soria Yoshinari 46, 76, Johan Fano 80, Junior Ross 89 – Renzo Sheput 52               |
| 21 kwietnia 2004 | Alianza Lima – Estudiantes de Medicina Ica 2:0 Wilmer Aguirre 67, Luis Cruzado 84                                                                     |
| 30 maja 2004     | Universidad César Vallejo Trujillo – Cienciano Cuzco 2:1 Aldo Mora 55, Raúl Robles 67 – Sergio Ibarra 86                                              |

### Apertura11
| Data             | Mecz |
| ---------------- | --- |
| 24 kwietnia 2004 | Sport Boys Callao – Alianza Lima 0:1 Roberto Duffo 18s                                                                            |
| 24 kwietnia 2004 | Cienciano Cuzco – Coronel Bolognesi Tacna 3:2 Rodrigo Saraz 77, Sergio Ibarra 79, Germán Carty 92 – Junior Ross 62, Johan Fano 87 |
| 24 kwietnia 2004 | Universidad César Vallejo Trujillo – Alianza Atlético Sullana 2:1 César Sánchez 35, Pedro Antonio Aparicio 69k – Alex Becerra 75  |
| 25 kwietnia 2004 | Universidad San Martín Lima – Deportivo Wanka Huancayo 0:1 Jorge Alegría 74                                                       |
| 25 kwietnia 2004 | Estudiantes de Medicina Ica – Unión Huaral 2:1 Carlos Javier Solís 15, Rafael Farfán 45 – Johny Vegas 32k                         |
| 25 kwietnia 2004 | Universitario Lima – Club Sporting Cristal 2:1 Ysrael Zúñiga 48, Daniel Cicogna 79 – Carlos Zegarra 65                            |
| 25 kwietnia 2004 | FBC Melgar – Atlético Universidad Arequipa 0:1 Sebastián Néstor Domínguez 15                                                      |

### Apertura12
| Data        | Mecz |
| ----------- | --- |
| 1 maja 2004 | Coronel Bolognesi Tacna – Sport Boys Callao 3:0 Junior Ross 21, David Soria Yoshinari 67, Miguel Zagazeta 88              |
| 1 maja 2004 | Club Sporting Cristal – Universidad San Martín Lima 3:0 Luis Aquilino González 34, 44, Jorge Antonio Soto 46              |
| 2 maja 2004 | Estudiantes de Medicina Ica – Deportivo Wanka Huancayo 2:0 Carlos Javier Solís 70, Rafael Farfán 80                       |
| 2 maja 2004 | Universitario Lima – Alianza Lima 0:1 Jefferson Farfán 55                                                                 |
| 2 maja 2004 | Cienciano Cuzco – Alianza Atlético Sullana 1:2 Germán Carty 57 – Pedro Ascoy 20, Roberto Jiménez 84                       |
| 2 maja 2004 | Atlético Universidad Arequipa – Universidad César Vallejo Trujillo 1:1 Sebastián Néstor Domínguez 40 – Christian Ortiz 70 |
| 2 maja 2004 | Unión Huaral – FBC Melgar 3:1 Víctor Reyes 20, César Goya 66, Ricardo Ronceros 90 – Ramón Rodríguez del Solar 92          |

### Apertura13
| Data        | Mecz |
| ----------- | --- |
| 5 maja 2004 | Alianza Atlético Sullana – Atlético Universidad Arequipa 3:2 William Chiroque 48, Roberto Jiménez 51, Francisco Hernández 72 – Sebastián Néstor Domínguez 24, Javier Cárdenas 84k |
| 5 maja 2004 | Universidad San Martín Lima – Unión Huaral 1:2 Carlos Enrique Ismodes 49k – Ryan Salazar 34, César Goya 36                                                                        |
| 5 maja 2004 | FBC Melgar – Estudiantes de Medicina Ica 2:2 Gabriel García 26k, 35 – Alexis Ubillús 15, Carlos Javier Solís 36                                                                   |
| 5 maja 2004 | Deportivo Wanka Huancayo – Universitario Lima 1:1 Ernesto Zapata 77 – Daniel Cicogna 83                                                                                           |
| 5 maja 2004 | Universidad César Vallejo Trujillo – Coronel Bolognesi Tacna 1:2 Luis Caldas 62 – Johan Fano 47, Junior Ross 57                                                                   |
| 5 maja 2004 | Alianza Lima – Cienciano Cuzco 0:1 Julio García 21 |
| 6 maja 2004 | Sport Boys Callao – Club Sporting Cristal 0:2 Sergio Junior 67, 84 |

### Apertura14
| Data        | Mecz |
| ----------- | --- |
| 8 maja 2004 | Universidad San Martín Lima – FBC Melgar 0:1 Gabriel García 92                                           |
| 8 maja 2004 | Atlético Universidad Arequipa – Alianza Lima 1:1 Sebastián Néstor Domínguez 17 – José Soto 47            |
| 8 maja 2004 | Universitario Lima – Estudiantes de Medicina Ica 1:0 Daniel Cicogna 17                                   |
| 9 maja 2004 | Cienciano Cuzco – Deportivo Wanka Huancayo 2:1 Santiago Acasiete 27, Juan Bazalar 81 – Ernesto Zapata 20 |
| 9 maja 2004 | Universidad César Vallejo Trujillo – Club Sporting Cristal 0:3 Sergio Junior 32, 40, 82                  |
| 9 maja 2004 | Sport Boys Callao – Unión Huaral 3:0 Wilkin Cavero 25, Henry Colán 63, 80                                |
| 9 maja 2004 | Alianza Atlético Sullana – Coronel Bolognesi Tacna 1:2 Piero Alva 81k – Johan Fano 31, 53k               |

### Apertura15
| Data           | Mecz |
| -------------- | --- |
| 12 maja 2004   | Estudiantes de Medicina Ica – Universidad San Martín Lima 2:2 Bratzo Gil 26, Rómulo Fernández 45 – Milton Neffen 39, Enrique Ísmodes 61                      |
| 12 maja 2004   | FBC Melgar – Alianza Atlético Sullana 0:1 Alex Becerra 15 |
| 12 maja 2004   | Unión Huaral – Universitario Lima 3:1 Ricardo Ronceros 42, Antonio Meza Cuadra 83, Víctor Reyes 91 – Fernando del Solar 12                                   |
| 12 maja 2004   | Deportivo Wanka Huancayo – Sport Boys Callao 2:2 Rodolfo Miñán 14, 82 – Henry Colán 5, Paolo de la Haza 78                                                   |
| 12 maja 2004   | Coronel Bolognesi Tacna – Atlético Universidad Arequipa 3:2 Giancarlo Crovetto 74, Junior Ross 75, Miguel Zagaceta 79 – Charly Vicente 50, Gustavo Begazo 89 |
| 13 maja 2004   | Alianza Lima – Universidad César Vallejo Trujillo 1:0 Jefferson Farfán 63k                                                                                   |
| 5 czerwca 2004 | Club Sporting Cristal – Cienciano Cuzco 3:0 José Moisela 32, Fredy Barrios 44, Amilton Prado 83                                                              |

### Apertura16
| Data         | Mecz |
| ------------ | --- |
| 15 maja 2004 | Cienciano Cuzco – Estudiantes de Medicina Ica 4:0 Santiago Acasiete 45, Julio García 51, Sergio Ibarra 60, 87                                               |
| 15 maja 2004 | Universitario Lima – FBC Melgar 4:2 Fernando del Solar 1, Isidro Candia 11, 28, 35 – Gerardo Gárate 51, Gabriel García 73                                   |
| 16 maja 2004 | Sport Boys Callao – Universidad San Martín Lima 2:0 Henry Colán 55, 86                                                                                      |
| 16 maja 2004 | Alianza Atlético Sullana – Club Sporting Cristal 1:1 Pedro García 7 – Robert Lima 36                                                                        |
| 16 maja 2004 | Atlético Universidad Arequipa – Deportivo Wanka Huancayo 2:2 Javier Cárdenas 16k, 88 – Ismael Pereda 26, Ernesto Zapata 94                                  |
| 16 maja 2004 | Coronel Bolognesi Tacna – Alianza Lima 2:6 David Soria Yoshinari 39, 84 – Roberto Silva 18, Marko Ciurlizza 46, Jefferson Farfán 66k, 83, 88k, José Soto 91 |
| 16 maja 2004 | Universidad César Vallejo Trujillo – Unión Huaral 1:0 Gary Arias 17                                                                                         |

### Apertura17
| Data         | Mecz |
| ------------ | --- |
| 16 maja 2004 | Estudiantes de Medicina Ica – Sport Boys Callao 1:1 Rómulo Fernández 76 – Paolo de la Haza 57                          |
| 16 maja 2004 | Club Sporting Cristal – Atlético Universidad Arequipa 3:0 Jorge Antonio Soto 29, 39, Carlos Zegarra 66                 |
| 16 maja 2004 | Unión Huaral – Cienciano Cuzco 0:2 Santiago Acasiete 8, Carlos Lugo 73k                                                |
| 16 maja 2004 | Deportivo Wanka Huancayo – Universidad César Vallejo Trujillo 1:2 Rodolfo Miñán 53 – Luis Caldas 39, Cristian Ortiz 86 |
| 16 maja 2004 | FBC Melgar – Coronel Bolognesi Tacna 1:1 Hilden Salas 75 – Frank Rojas 47                                              |
| 16 maja 2004 | Alianza Lima – Alianza Atlético Sullana 2:1 Juan Diego González-Vigil 27, Jefferson Farfán 93 – Manuel Marengo 30      |
| 16 maja 2004 | Universidad San Martín Lima – Universitario Lima 1:2 Mario Flores 66 – Isidro Candia 10, Luis Guadalupe 15             |

### Apertura18
| Data         | Mecz |
| ------------ | --- |
| 16 maja 2004 | Sport Boys Callao – FBC Melgar 3:1 Víctor Rossel 52, 55, 58 – Cristian García 63                                                                             |
| 16 maja 2004 | Alianza Atlético Sullana – Unión Huaral 1:1 Juan Pablo Arango 83 – Diego Omar Martínez 45                                                                    |
| 16 maja 2004 | Cienciano Cuzco – Universitario Lima 1:1 Sergio Ibarra 84k – Ysrael Zúñiga 67 mecz przerwano po tym, jak drużynie Universitario zostało na boisku 6 piłkarzy |
| 16 maja 2004 | Coronel Bolognesi Tacna – Deportivo Wanka Huancayo 4:0 Junior Ross 46, Marco Ruiz 59, Jorge Johan Vásquez 62, Donny Neyra 83                                 |
| 16 maja 2004 | Atlético Universidad Arequipa – Estudiantes de Medicina Ica Grau 3:0 Sebastián Néstor Domínguez 1, Charly Vicente 44, Javier Cárdenas 58                     |
| 16 maja 2004 | Universidad César Vallejo Trujillo – Universidad San Martín Lima 1:0 Cristian Ortiz 61                                                                       |
| 16 maja 2004 | Alianza Lima – Club Sporting Cristal 1:0 Walter Vílchez 71                                                                                                   |

### Apertura19
| Data         | Mecz |
| ------------ | --- |
| 16 maja 2004 | Universidad San Martín Lima – Cienciano Cuzco 1:1 Rafael Villanueva 7 – Sergio Ibarra 37k                                             |
| 16 maja 2004 | Estudiantes de Medicina Ica – Universidad César Vallejo Trujillo 2:1 Daniel Maldonado 7, Walter Reyes 47 – Pedro Antonio Aparicio 57k |
| 16 maja 2004 | Deportivo Wanka Huancayo – Alianza Atlético Sullana 3:1 Ernesto Zapata 8, 63, Robert León 92 – Piero Alva 70                          |
| 16 maja 2004 | Unión Huaral – Atlético Universidad Arequipa 4:0 Johny Vegas 21k, César Goya 25, Alex Magallanes 43, Milton Marquillo 90              |
| 16 maja 2004 | FBC Melgar – Alianza Lima 4:0 Gabriel García 32, 69, Miguel Huertas 78, Wilfredo Begazo 87                                            |
| 16 maja 2004 | Club Sporting Cristal – Coronel Bolognesi Tacna 1:1 Luis Bonnet 57 – Jorge Johan Vásquez 49                                           |
| 16 maja 2004 | Universitario Lima – Sport Boys Callao 1:0 Paolo Maldonado 49                                                                         |

### Apertura20
| Data            | Mecz |
| --------------- | --- |
| 12 czerwca 2004 | Coronel Bolognesi Tacna – Estudiantes de Medicina Ica 3:0 Luis Daniel Hernández 32, Junior Ross 59, Jorge Johan Vásquez 92 |
| 12 czerwca 2004 | Club Sporting Cristal – Deportivo Wanka Huancayo 1:2 Jorge Antonio Soto 41 – Ernesto Zapata 59, 81                         |
| 13 czerwca 2004 | Alianza Atlético Sullana – Universidad San Martín Lima 2:1 Pedro García 13, Pedro Ascoy 66 – Pedro Prado 20                |
| 13 czerwca 2004 | Cienciano Cuzco – FBC Melgar 4:0 Miguel Mostto 31, 48, Julio García 58, César Balbín 78                                    |
| 13 czerwca 2004 | Universidad César Vallejo Trujillo – Sport Boys Callao 0:2 Pedro Plaza 66, Paolo de la Haza 87                             |
| 13 czerwca 2004 | Atlético Universidad Arequipa – Universitario Lima 1:1 Juan Montenegro 37 – Michael Guevara 15                             |
| 13 czerwca 2004 | Alianza Lima – Unión Huaral 2:1 Jefferson Farfán 17k, 80k – Hernán Rengifo 24                                              |

### Apertura21
| Data            | Mecz |
| --------------- | --- |
| 13 czerwca 2004 | Estudiantes de Medicina Ica – Alianza Atlético Sullana 0:1 Javier Soria 76 |
| 13 czerwca 2004 | FBC Melgar – Club Sporting Cristal 2:1 Wilfredo Begazo 50, Ramón Rodríguez del Solar 81 – Luis Bonnet 84                                                                                     |
| 13 czerwca 2004 | Unión Huaral – Coronel Bolognesi Tacna 1:0 César Goya 24 |
| 13 czerwca 2004 | Sport Boys Callao – Cienciano Cuzco 1:2 Henry Colán 11 – Sergio Ibarra 50, 76 |
| 13 czerwca 2004 | Deportivo Wanka Huancayo – Alianza Lima 0:1 Cristian Salazar 83 |
| 13 czerwca 2004 | Universidad San Martín Lima – Atlético Universidad Arequipa 2:4 Carlos Enrique Ismodes 43, José Fernández 58 – Charly Vicente 15, 24, Sebastián Néstor Domínguez 21, Omar Alberto Zegarra 85 |
| 13 czerwca 2004 | Universitario Lima – Universidad César Vallejo Trujillo 0:0 |

### Apertura22
| Data            | Mecz |
| --------------- | --- |
| 19 czerwca 2004 | Coronel Bolognesi Tacna – Universitario Lima 1:0 David Soria Yoshinari 37                                                                    |
| 19 czerwca 2004 | Deportivo Wanka Huancayo – Unión Huaral 1:1 Juan Guzmán 45 – John Hinostroza 11                                                              |
| 19 czerwca 2004 | Alianza Lima – Universidad San Martín Lima 2:0 Walter Vílchez 3, Juan Diego González-Vigil 9                                                 |
| 20 czerwca 2004 | Club Sporting Cristal – Estudiantes de Medicina Ica 4:0 Luis Bonnet 25, 52, 92, Jorge Antonio Soto 79                                        |
| 20 czerwca 2004 | Alianza Atlético Sullana – Sport Boys Callao 2:0 Roberto Jiménez 48, Francisco Hernández 78                                                  |
| 20 czerwca 2004 | Universidad César Vallejo Trujillo – FBC Melgar 1:1 Martín Arriola 84s – Cristian García 26                                                  |
| 20 czerwca 2004 | Atlético Universidad Arequipa – Cienciano Cuzco 2:3 Charly Vicente 40, Vitor Manique 80 – Sergio Ibarra 57, Julio García 59, Germán Carty 82 |

### Apertura23
| Data            | Mecz |
| --------------- | --- |
| 31 lipca 2004   | Universidad San Martín Lima – Coronel Bolognesi Tacna 1:0 Carlos Enrique Ismodes 2k                                 |
| 1 sierpnia 2004 | Sport Boys Callao – Atlético Universidad Arequipa 1:1 Víctor Rossel 2 – Charly Vicente 3                            |
| 1 sierpnia 2004 | Estudiantes de Medicina Ica – Alianza Lima 0:2 Walter Reyes 50s, Roberto Guizasola 81                               |
| 1 sierpnia 2004 | Cienciano Cuzco – Universidad César Vallejo Trujillo 2:2 Juan Bazalar 65, Sergio Ibarra 83k – Cristian Ortiz 69, 72 |
| 1 sierpnia 2004 | Universitario Lima – Alianza Atlético Sullana 1:3 Daniel Cicogna 65 – Pedro Ascoy 22, 34, Piero Alva 81             |
| 1 sierpnia 2004 | FBC Melgar – Deportivo Wanka Huancayo 1:0 César Charún 31                                                           |
| 1 sierpnia 2004 | Unión Huaral – Club Sporting Cristal 0:0                                                                            |

### Apertura24
| Data            | Mecz |
| --------------- | --- |
| 7 sierpnia 2004 | Atlético Universidad Arequipa – FBC Melgar 2:0 Charly Vicente 7, Sebastián Néstor Domínguez 27k                                                           |
| 8 sierpnia 2004 | Club Sporting Cristal – Universitario Lima 2:2 Henry Quinteros 26, Carlos Zegarra 38k – Juan Pajuelo 79, Roberto Holsen 90                                |
| 8 sierpnia 2004 | Alianza Atlético Sullana – Universidad César Vallejo Trujillo 1:0 Jean Pierre Moreno 93                                                                   |
| 8 sierpnia 2004 | Coronel Bolognesi Tacna – Cienciano Cuzco 2:4 Johan Fano 26, Luis Ramírez 29 – Rodrigo Saraz 16, Miguel Mostto 36, Alessandro Morán 46, Sergio Ibarra 91k |
| 8 sierpnia 2004 | Unión Huaral – Estudiantes de Medicina Ica 1:1 Diego Omar Martínez 25 – Kanú 69                                                                           |
| 8 sierpnia 2004 | Deportivo Wanka Huancayo – Universidad San Martín Lima 2:1 Robert León 75, Ismael Pereda 87 – Sergio Ubillús 22                                           |
| 8 sierpnia 2004 | Alianza Lima – Sport Boys Callao 1:0 José Soto 87k |

### Apertura25
| Data              | Mecz |
| ----------------- | --- |
| 14 sierpnia 2004  | Alianza Lima – Universitario Lima 1:0 Waldir Sáenz 13 |
| 14 sierpnia 2004  | Alianza Atlético Sullana – Cienciano Cuzco 1:3 Francisco Hernández 2 – Miguel Mostto 30, 46, Carlos Lobatón 44k mecz przerwany w 46 minucie – dokończony 13 listopada                                                              |
| 14 sierpnia 2004  | FBC Melgar – Unión Huaral 2:3 Gabriel García 16, 39 – Hernán Rengifo 3, 43, Antonio Meza Cuadra 92k |
| 15 sierpnia 2004  | Sport Boys Callao – Coronel Bolognesi Tacna 3:1 Víctor Rossel 3, 47, Nils Ruiz 46 – César Doy 28 |
| 15 sierpnia 2004  | Deportivo Wanka Huancayo – Estudiantes de Medicina Ica 4:1 Ismael Pereda 14k, 83, Juan Guzmán 86, Edward Torrealva 90 – Javier Chumpitaz 62                                                                                        |
| 15 sierpnia 2004  | Universidad San Martín Lima – Club Sporting Cristal 1:3 Wilmer Carrillo 27 – Luis Bonnet 23, 41k, Miguel Villalta |
| 15 sierpnia 2004  | Universidad César Vallejo Trujillo – Atlético Universidad Arequipa 0:0 |
| 13 listopada 2004 | Alianza Atlético Sullana – Cienciano Cuzco 2:4 Francisco Hernández 2, Roberto Jiménez 88k – Miguel Mostto 30, 46, 52, Carlos Lobatón 44k dokończenie drugiej połowy meczu przerwanego 14 sierpnia – w Limie przy pustych trybunach |

### Apertura26
| Data             | Mecz |
| ---------------- | --- |
| 20 sierpnia 2004 | Cienciano Cuzco – Alianza Lima 1:0 Miguel Mostto 91                                                                                          |
| 21 sierpnia 2004 | Club Sporting Cristal – Sport Boys Callao 4:0 Alberto Junior Rodríguez Valdelomar 3, Norberto Araujo 23, Henry Quinteros 38, Erick Torres 88 |
| 21 sierpnia 2004 | Atlético Universidad Arequipa – Alianza Atlético Sullana 1:2 Juan Montenegro 71 – Pedro García 6, 88                                         |
| 22 sierpnia 2004 | Estudiantes de Medicina Ica – FBC Melgar 1:0 Kanú 12                                                                                         |
| 22 sierpnia 2004 | Universitario Lima – Deportivo Wanka Huancayo 3:1 Michael Guevara 35, 45, Roberto Farfán 71 – Ismael Pereda 65                               |
| 22 sierpnia 2004 | Unión Huaral – Universidad San Martín Lima 1:0 Ronny Díaz 65                                                                                 |
| 22 sierpnia 2004 | Coronel Bolognesi Tacna – Universidad César Vallejo Trujillo 4:1 Johan Fano 15, 33, 76, Junior Ross 80 – César Sánchez 52                    |

### Tabela końcowa turnieju Apertura 2004
| Poz | Klub                               | Mecze | Zw | Rem | Por | Pkt | BrZd | BrStr |
| --- | ---------------------------------- | ----- | -- | --- | --- | --- | ---- | ----- |
| 1   | Alianza Lima                       | 26    | 19 | 4   | 3   | 61  | 48   | 16    |
| 2   | Cienciano Cuzco                    | 26    | 18 | 3   | 5   | 57  | 53   | 28    |
| 3   | Alianza Atlético Sullana           | 26    | 15 | 5   | 6   | 50  | 46   | 29    |
| 4   | Club Sporting Cristal              | 26    | 13 | 6   | 7   | 45  | 50   | 24    |
| 5   | Universitario Lima                 | 26    | 11 | 8   | 7   | 41  | 31   | 25    |
| 6   | Unión Huaral                       | 26    | 10 | 7   | 9   | 37  | 32   | 29    |
| 7   | Universidad César Vallejo Trujillo | 26    | 9  | 8   | 9   | 35  | 24   | 33    |
| 8   | Coronel Bolognesi Tacna            | 26    | 9  | 3   | 14  | 30  | 40   | 44    |
| 9   | FBC Melgar                         | 26    | 8  | 6   | 12  | 30  | 31   | 41    |
| 10  | Estudiantes de Medicina Ica        | 26    | 7  | 9   | 10  | 30  | 21   | 37    |
| 11  | Deportivo Wanka Huancayo           | 26    | 7  | 7   | 12  | 28  | 28   | 43    |
| 12  | Sport Boys Callao                  | 26    | 6  | 7   | 13  | 25  | 28   | 40    |
| 13  | Atlético Universidad Arequipa      | 26    | 5  | 9   | 12  | 24  | 28   | 42    |
| 14  | Universidad San Martín Lima        | 26    | 2  | 4   | 20  | 10  | 21   | 50    |

## Torneo Clausura 2004

### Clausura 1
| Data             | Mecz |
| ---------------- | --- |
| 11 września 2004 | Club Sporting Cristal – Universidad César Vallejo Trujillo 2:0 Luis Bonnet 7, 52                                                                                       |
| 11 września 2004 | Coronel Bolognesi Tacna – Alianza Atlético Sullana 0:1 Jean Pierre Moreno 29                                                                                           |
| 11 września 2004 | Deportivo Wanka Huancayo – Cienciano Cuzco 1:0 Ismael Pereda 74 |
| 11 września 2004 | Alianza Lima – Atlético Universidad Arequipa 1:0 Juan Jayo 67 |
| 12 września 2004 | Estudiantes de Medicina Ica – Universitario Lima 2:3 Rómulo Fernández 80, 91 – John Galliquio 15, Gustavo Savoia 56, Michael Guevara 90                                |
| 12 września 2004 | Unión Huaral – Sport Boys Callao 1:0 Alex Magallanes 22 |
| 12 września 2004 | FBC Melgar – Universidad San Martín Lima 4:4 Gabriel García 17, 22, 42, Davidson Cordero 45 – Carlos Enrique Ismodes 28, 62, Paul Manuel Cominges 55, Martín Mandra 68 |

### Clausura 2
| Data             | Mecz |
| ---------------- | --- |
| 15 września 2004 | Sport Boys Callao – Deportivo Wanka Huancayo 3:0 Alfredo Carmona 5, Nils Ruiz 65, Víctor Rossel 88                        |
| 15 września 2004 | Universidad San Martín Lima – Estudiantes de Medicina Ica 1:0 Paul Manuel Cominges 54                                     |
| 15 września 2004 | Cienciano Cuzco – Club Sporting Cristal 2:2 Carlos Lobatón 12, Juan la Rosa 47 – Henry Quinteros 20, Juan Cominges 38     |
| 15 września 2004 | Universitario Lima – Unión Huaral 2:2 Wilder Galliquio 57, Michael Guevara 61 – Hernán Rengifo 23, Antonio Meza Cuadra 68 |
| 15 września 2004 | Universidad César Vallejo Trujillo – Alianza Lima 1:0 Diego Centurión 39                                                  |
| 16 września 2004 | Alianza Atlético Sullana – FBC Melgar 3:1 Pedro García 46, 52, Emerson Panigutti 82 – Gabriel García 6                    |
| 16 września 2004 | Atlético Universidad Arequipa – Coronel Bolognesi Tacna 3:0 Juan Montenegro 35, Guillermo Hernando 52, Charly Vicente 92  |

### Clausura 3
| Data             | Mecz |
| ---------------- | --- |
| 18 września 2004 | Deportivo Wanka Huancayo – Atlético Universidad Arequipa 2:1 Paulo Medina 30, Ernesto Zapata 80 – Sebastián Néstor Domínguez 39k |
| 18 września 2004 | Universidad San Martín Lima – Sport Boys Callao 0:0                                                                              |
| 18 września 2004 | Unión Huaral – Universidad César Vallejo Trujillo 1:1 Diego Omar Martínez 49k – Luis Salhuana 5                                  |
| 18 września 2004 | Alianza Lima – Coronel Bolognesi Tacna 0:0                                                                                       |
| 19 września 2004 | Club Sporting Cristal – Alianza Atlético Sullana 2:0 Jorge Antonio Soto 8, Luis Bonnet 46                                        |
| 19 września 2004 | Estudiantes de Medicina Ica – Cienciano Cuzco 1:0 Kanú 17                                                                        |
| 19 września 2004 | FBC Melgar – Universitario Lima 2:2 Diego Bustamante 53, Gabriel García 90 – Piero Alva 12, Israel Zúñiga 63                     |

### Clausura 4
| Data             | Mecz |
| ---------------- | --- |
| 19 września 2004 | Sport Boys Callao – Estudiantes de Medicina Ica 1:0 Alfredo Carmona 30k                                                                                       |
| 19 września 2004 | Universidad César Vallejo Trujillo – Deportivo Wanka Huancayo 3:0 Pedro Antonio Aparicio 24, Manuel Corrales 75, Cristian Ortiz 93                            |
| 19 września 2004 | Alianza Atlético Sullana – Alianza Lima 1:0 Pedro Ascoy 25 |
| 19 września 2004 | Atlético Universidad Arequipa – Club Sporting Cristal 1:3 Cristián Zúñiga 33 – Alberto Junior Rodríguez Valdelomar 50, Jorge Antonio Soto 59, Luis Bonnet 87k |
| 19 września 2004 | Cienciano Cuzco – Unión Huaral 3:0 Carlos Lobatón 3, 55k, Miguel Mostto 10                                                                                    |
| 19 września 2004 | Coronel Bolognesi Tacna – FBC Melgar 2:3 Junior Ross 28, Johan Fano 55 – Gabriel García 55, Martín Arriola 58, Ramón Rodríguez del Solar 73                   |
| 19 września 2004 | Universitario Lima – Universidad San Martín Lima 1:0 Juan Manuel Vargas 81                                                                                    |

### Clausura 5
| Data             | Mecz |
| ---------------- | --- |
| 19 września 2004 | Universidad San Martín Lima – Universidad César Vallejo Trujillo 3:0 Martín Mandra 7, Nelson Olveira 28, Paul Manuel Cominges 91                                  |
| 19 września 2004 | Estudiantes de Medicina Ica – Atlético Universidad Arequipa 1:2 Rómulo Fernández 15 – Sebastián Néstor Domínguez 46, 67                                           |
| 19 września 2004 | FBC Melgar – Sport Boys Callao 2:1 Gabriel García 3, 53 – Cristian Jeandet 38                                                                                     |
| 19 września 2004 | Club Sporting Cristal – Alianza Lima 4:3 Luis Bonnet 49, Juan Cominges 84k, Jorge Antonio Soto 87, Amilton Prado 91 – Juan Jayo 36, José Soto 62k, Aldo Olcese 64 |
| 19 września 2004 | Deportivo Wanka Huancayo – Coronel Bolognesi Tacna 1:1 Ismael Pereda 19 – Johan Fano 64                                                                           |
| 19 września 2004 | Unión Huaral – Alianza Atlético Sullana 2:1 Hernán Rengifo 6, Alex Magallanes 50 – Jean Pierre Moreno 72                                                          |
| 19 września 2004 | Universitario Lima – Cienciano Cuzco 1:0 Juan Pajuelo 93 |

### Clausura 6
| Data                 | Mecz |
| -------------------- | --- |
| 29 września 2004     | Atlético Universidad Arequipa – Unión Huaral 1:1 Sebastián Néstor Domínguez 81 – Hernán Rengifo 91           |
| 29 września 2004     | Alianza Lima – FBC Melgar 0:0                                                                                |
| 29 września 2004     | Sport Boys Callao – Universitario Lima 0:1 Paolo Maldonado 63                                                |
| 29 września 2004     | Coronel Bolognesi Tacna – Club Sporting Cristal 0:1 Juan Cominges 87k                                        |
| 29 września 2004     | Universidad César Vallejo Trujillo – Estudiantes de Medicina Ica 1:1 Cristian Ortiz 73 – Rómulo Fernández 36 |
| 30 września 2004     | Cienciano Cuzco – Universidad San Martín Lima 0:0                                                            |
| 10 października 2004 | Alianza Atlético Sullana – Deportivo Wanka Huancayo 2:0 Emerson Panigutti 25k, Roberto Jiménez 90            |

### Clausura 7
| Data                | Mecz |
| ------------------- | --- |
| 2 października 2004 | Estudiantes de Medicina Ica – Coronel Bolognesi Tacna 2:1 Renzo González 17, Natalio Portillo 78 – Johan Fano 34             |
| 2 października 2004 | Sport Boys Callao – Universidad César Vallejo Trujillo 0:1 Pedro Antonio Aparicio 91                                         |
| 2 października 2004 | FBC Melgar – Cienciano Cuzco 2:3 Rubén Díaz 25, Cristian García 63 – Sergio Ibarra 59k, 73, Miguel Mostto 89                 |
| 3 października 2004 | Universidad San Martín Lima – Alianza Atlético Sullana 2:1 Carlos Enrique Ismodes 27k, Antonio Serrano 47 – Pedro García 51k |
| 3 października 2004 | Unión Huaral – Alianza Lima 0:0                                                                                              |
| 3 października 2004 | Deportivo Wanka Huancayo – Club Sporting Cristal 2:1 Paulo Medina 26, Carlos Flores ??k – Luis Bonnet 71                     |
| 3 października 2004 | Universitario Lima – Atlético Universidad Arequipa 0:0                                                                       |

### Clausura 8
| Data                 | Mecz |
| -------------------- | --- |
| 16 października 2004 | Estudiantes de Medicina Ica – Alianza Atlético Sullana 1:3 Carlos Fernández 48k – Pedro García 35, 45, 65                                                             |
| 16 października 2004 | Cienciano Cuzco – Sport Boys Callao 6:2 Miguel Mostto 21, 26, 46, Carlos Lobatón 44, Rodrigo Saraz 57, Martín García 80 – Miguel Ángel Torres 41, Alfredo Carmona 83k |
| 16 października 2004 | Coronel Bolognesi Tacna – Unión Huaral 1:2 David Soria Yoshinari 14k – Luis Daniel Hernández 35, Ryan Salazar 63                                                      |
| 16 października 2004 | Universidad César Vallejo Trujillo – Universitario Lima 0:0 |
| 17 października 2004 | Club Sporting Cristal – FBC Melgar 2:1 Luis Bonnet 3k, Jorge Antonio Soto 60 – Gabriel García 46                                                                      |
| 17 października 2004 | Alianza Lima – Deportivo Wanka Huancayo 4:0 Walter Vílchez 41, Aldo Olcese 47, Waldir Sáenz 82, 85                                                                    |
| 13 listopada 2004    | Atlético Universidad Arequipa – Universidad San Martín Lima 2:1 José Chacón 14, Juan Montenegro 94k – Paul Manuel Cominges 83                                         |

### Clausura 9
| Data                 | Mecz |
| -------------------- | --- |
| 20 października 2004 | FBC Melgar – Universidad César Vallejo Trujillo 4:1 Hilden Salas 26, Gabriel García 42k, 64, 80 – Martín Vásquez 33k                            |
| 20 października 2004 | Unión Huaral – Deportivo Wanka Huancayo 3:1 Antonio Meza Cuadra 14, 28k, Hernán Rengifo 72 – Ernesto Zapata 55                                  |
| 20 października 2004 | Universidad San Martín Lima – Alianza Lima 1:3 César Casas 17 – Martín Hidalgo 11, Jhonny Baldeón 80, 93                                        |
| 20 października 2004 | Estudiantes de Medicina Ica – Club Sporting Cristal 0:1 Miguel Villalta 73                                                                      |
| 20 października 2004 | Universitario Lima – Coronel Bolognesi Tacna 3:2 Paolo Maldonado 40, Piero Alva 48, José Mendoza 88 – Johan Fano 60, 75                         |
| 20 października 2004 | Cienciano Cuzco – Atlético Universidad Arequipa 2:2 Edwards Torrealva 58, Sergio Ibarra 61 – Cristián Zúñiga 51, Sebastián Néstor Domínguez 76k |
| 21 października 2004 | Sport Boys Callao – Alianza Atlético Sullana 1:1 Jean Ferrari 56 – Pedro García 89k                                                             |

### Clausura 10
| Data                 | Mecz |
| -------------------- | --- |
| 23 października 2004 | Alianza Lima – Estudiantes de Medicina Ica 2:0 Walter Vílchez 15, José Soto 31k                                                                        |
| 24 października 2004 | Alianza Atlético Sullana – Universitario Lima 0:0 |
| 24 października 2004 | Club Sporting Cristal – Unión Huaral 1:0 Norberto Araujo 70                                                                                            |
| 24 października 2004 | Atlético Universidad Arequipa – Sport Boys Callao 2:2 Vicente Principiano 40, Sebastián Néstor Domínguez 79k – Gustavo Vasallo 29, Cristian Jeandet 67 |
| 24 października 2004 | Deportivo Wanka Huancayo – FBC Melgar 0:2 Diego Bustamante 36, Hilden Salas 53                                                                         |
| 24 października 2004 | Coronel Bolognesi Tacna – Universidad San Martín Lima 0:0                                                                                              |
| 24 października 2004 | Universidad César Vallejo Trujillo – Cienciano Cuzco 0:1 Paolo de la Haza 49                                                                           |

### Clausura 11
| Data                 | Mecz |
| -------------------- | --- |
| 27 października 2004 | Estudiantes de Medicina Ica – Unión Huaral 3:3 Bratzo Gil 15, Gabriel Silvera 84, Natalio Portillo 94 – Alex Magallanes 21, Víctor Reyes 27, Hernán Rengifo 43 |
| 27 października 2004 | Sport Boys Callao – Alianza Lima 1:0 Gustavo Vasallo 28 |
| 27 października 2004 | Universidad San Martín Lima – Deportivo Wanka Huancayo 2:1 Antonio Serrano 75, Carlos Enrique Ismodes 81k – César García 93                                    |
| 27 października 2004 | FBC Melgar – Atlético Universidad Arequipa 2:0 Gabriel García 50, Claudio Bustamante 92                                                                        |
| 27 października 2004 | Universitario Lima – Club Sporting Cristal 3:4 Piero Alva 35, Israel Zúñiga 68, Gustavo Savoia 93 – Luis Bonnet 2, 42, Henry Quinteros 45, Carlos Zegarra 52   |
| 27 października 2004 | Universidad César Vallejo Trujillo – Alianza Atlético Sullana 1:1 Pedro Antonio Aparicio 70 – Roberto Jiménez 17                                               |
| 15 listopada 2004    | Cienciano Cuzco – Coronel Bolognesi Tacna 2:1 Carlos Lobatón 46k, Sergio Ibarra 91 – Johan Fano 38                                                             |

### Clausura 12
| Data                 | Mecz |
| -------------------- | --- |
| 30 października 2004 | Coronel Bolognesi Tacna – Sport Boys Callao 4:1 Julio Caldiero 51, Johan Fano 63, Junior Ross 76k, Luis Ramírez 83 – Gustavo Vasallo 6                |
| 30 października 2004 | Atlético Universidad Arequipa – Universidad César Vallejo Trujillo 2:1 Cristián Zúñiga 29, Sebastián Néstor Domínguez 60 – Pedro Antonio Aparicio 93k |
| 31 października 2004 | Club Sporting Cristal – Universidad San Martín Lima 1:0 Luis Bonnet 88                                                                                |
| 31 października 2004 | Cienciano Cuzco – Alianza Atlético Sullana 1:0 Carlos Lobatón 51                                                                                      |
| 31 października 2004 | Estudiantes de Medicina Ica – Deportivo Wanka Huancayo 2:1 Walter Reyes 32, Renzo Gonzáles 87 – Sidney Faiffer 48                                     |
| 31 października 2004 | Unión Huaral – FBC Melgar 2:0 Hernán Rengifo 54, Víctor Reyes 70k                                                                                     |
| 31 października 2004 | Universitario Lima – Alianza Lima 0:0 |

### Clausura 13
| Data             | Mecz |
| ---------------- | --- |
| 3 listopada 2004 | Universidad San Martín Lima – Unión Huaral 0:2 Hernán Rengifo 57, Ryan Salazar 71                                                                  |
| 3 listopada 2004 | Sport Boys Callao – Club Sporting Cristal 2:2 Cristian Jeandet 25, Gonzalo Martínez 90 – Alberto Junior Rodríguez Valdelomar 11, Carlos Zegarra 42 |
| 3 listopada 2004 | Deportivo Wanka Huancayo – Universitario Lima 2:2 Ernesto Zapata 8, Paulo Medina 52 – Juan Manuel Vargas 35k, Piero Alva 42                        |
| 3 listopada 2004 | FBC Melgar – Estudiantes de Medicina Ica 3:0 Ramón Rodríguez del Solar 59, Hilden Salas 82, Gabriel García 87                                      |
| 3 listopada 2004 | Alianza Lima – Cienciano Cuzco 0:0 |
| 3 listopada 2004 | Universidad César Vallejo Trujillo – Coronel Bolognesi Tacna 0:4 Johan Fano 24, 27, Jorge Ramírez 54, Renzo Revoredo 83                            |
| 4 listopada 2004 | Alianza Atlético Sullana – Atlético Universidad Arequipa 3:2 Pedro García 27, 78, Roberto Jiménez 84 – Juan Montenegro 11k, Cristián Zúñiga 74     |

### Clausura 14
| Data             | Mecz |
| ---------------- | --- |
| 6 listopada 2004 | Universidad César Vallejo Trujillo – Club Sporting Cristal 1:0 Manuel Corrales 36                                                  |
| 7 listopada 2004 | Universidad San Martín Lima – FBC Melgar 2:1 Paul Manuel Cominges 10, Cléber Chalá 46 – Martín Arriola 67                          |
| 7 listopada 2004 | Alianza Atlético Sullana – Coronel Bolognesi Tacna 1:2 Johan Sotil 58 – Julio Caldiero 55, Junior Ross 80                          |
| 7 listopada 2004 | Sport Boys Callao – Unión Huaral 3:2 Alfredo Carmona 27k, Gustavo Vasallo 46, Jean Ferrari 53 – Hernán Rengifo 37, Joel Herrera 86 |
| 7 listopada 2004 | Universitario Lima – Estudiantes de Medicina Ica 1:0 Juan Manuel Vargas 49                                                         |
| 7 listopada 2004 | Cienciano Cuzco – Deportivo Wanka Huancayo 0:0                                                                                     |
| 7 listopada 2004 | Atlético Universidad Arequipa – Alianza Lima 0:0                                                                                   |

### Clausura 15
| Data             | Mecz |
| ---------------- | --- |
| 7 listopada 2004 | Estudiantes de Medicina Ica – Universidad San Martín Lima 0:3 Carlos Enrique Ismodes 45, Renzo Sheput 67, Rafael Villanueva 74           |
| 7 listopada 2004 | Club Sporting Cristal – Cienciano Cuzco 1:2 Luis Bonnet 83k – Juan Bazalar 49, Paolo de la Haza 62                                       |
| 7 listopada 2004 | Unión Huaral – Universitario Lima 0:1 Juan Manuel Vargas 35                                                                              |
| 7 listopada 2004 | FBC Melgar – Alianza Atlético Sullana 2:4 Gabriel García 45, Ramón Rodríguez del Solar 52 – Roberto Jiménez 10, 28, 80, Alex Becerra 60k |
| 7 listopada 2004 | Deportivo Wanka Huancayo – Sport Boys Callao 3:1 Sidney Faiffer 14, Carlos Flores 49k, Jean Garrafa 73 – Pedro Plaza 12                  |
| 7 listopada 2004 | Alianza Lima – Universidad César Vallejo Trujillo 2:1 Jhonny Baldeón 13, Wilmer Aguirre 57 – Cristian Ortiz 74                           |
| 7 listopada 2004 | Coronel Bolognesi Tacna – Atlético Universidad Arequipa 4:0 Jorge Ramírez 3, 33, Johan Fano 25, Luis Ramírez 43                          |

### Clausura 16
| Data              | Mecz |
| ----------------- | --- |
| 20 listopada 2004 | Universitario Lima – FBC Melgar 2:1 Paolo Maldonado 45, Piero Alva 81 – Gabriel García 57                                                |
| 20 listopada 2004 | Universidad César Vallejo Trujillo – Unión Huaral 0:1 Luis Daniel Hernández 15                                                           |
| 21 listopada 2004 | Alianza Atlético Sullana – Club Sporting Cristal 4:3 Javier Soria 25, Roberto Jiménez 33, 82, 90 – Lluís Gonzáles 77, 89, Robert Lima 92 |
| 21 listopada 2004 | Sport Boys Callao – Universidad San Martín Lima 2:0 Gustavo Vasallo 35, Cristian Jeandet 38                                              |
| 21 listopada 2004 | Coronel Bolognesi Tacna – Alianza Lima 1:2 Johan Fano 33k – Junior Viza 15, Alex Sánchez 90                                              |
| 21 listopada 2004 | Cienciano Cuzco – Estudiantes de Medicina Ica 2:0vo                                                                                      |
| 21 listopada 2004 | Atlético Universidad Arequipa – Deportivo Wanka Huancayo 3:0 Milton Marquillo 27, Cristián Zúñiga 62, Sebastián Néstor Domínguez 72      |

### Clausura 17
| Data              | Mecz |
| ----------------- | --- |
| 21 listopada 2004 | Estudiantes de Medicina Ica – Sport Boys Callao 0:2 Gustavo Vasallo 58, 86                                                                                    |
| 21 listopada 2004 | Deportivo Wanka Huancayo – Universidad César Vallejo Trujillo 2:4 Paulo Medina 48, Alexi Prado 80 – Juan Gutiérrez 68, Raúl Robles 77, 90, Carlos Meléndez 92 |
| 21 listopada 2004 | Club Sporting Cristal – Atlético Universidad Arequipa 1:2 Luis Bonnet 24 – Sebastián Néstor Domínguez 37k, José Chacón 40                                     |
| 21 listopada 2004 | Universidad San Martín Lima – Universitario Lima 2:0 Johnny Vegas 58, Paul Manuel Cominges 85                                                                 |
| 21 listopada 2004 | FBC Melgar – Coronel Bolognesi Tacna 3:3 Gabriel García 49k, 63, 79 – Junior Ross 58k, 61k, 88                                                                |
| 21 listopada 2004 | Alianza Lima – Alianza Atlético Sullana 3:0 Flavio Maestri 20, Martín Hidalgo 58k, Johnny Baldeón 64                                                          |
| 21 listopada 2004 | Unión Huaral – Cienciano Cuzco 1:1 Ryan Salazar 89k – Sergio Ibarra 64k                                                                                       |

### Clausura 18
| Data              | Mecz |
| ----------------- | --- |
| 27 listopada 2004 | Sport Boys Callao – FBC Melgar 3:2 Gonzalo Martínez 11, Roberto Duffoó 47, Henry Colán 56 – Ramón Rodríguez del Solar 45, Luis Caldas 85                                             |
| 28 listopada 2004 | Alianza Atlético Sullana – Unión Huaral 2:1 Pedro García 54, Emerson Panigutti 86 – Hernán Rengifo 17                                                                                |
| 28 listopada 2004 | Cienciano Cuzco – Universitario Lima 2:0 Manuel Arboleda 57, Juan Bazalar 81 |
| 28 listopada 2004 | Universidad César Vallejo Trujillo – Universidad San Martín Lima 1:2 Manuel Corrales 18 – Paul Manuel Cominges 30, 90                                                                |
| 28 listopada 2004 | Atlético Universidad Arequipa – Estudiantes de Medicina Ica 3:3 Sebastián Néstor Domínguez 47k, 58, Cristián Zúñiga 68 – Saulo Aponte 15, Roberto Valenzuela 73, Carlos Fernández 80 |
| 28 listopada 2004 | Coronel Bolognesi Tacna – Deportivo Wanka Huancayo 7:1 Julio Caldeiro 31, 50, Johan Fano 36, 42, 47, Jorge Ramírez 40, Miguel Zagazeta 53 – Sergio Kanashiro 90                      |
| 28 listopada 2004 | Alianza Lima – Club Sporting Cristal 2:1 Martín Hidalgo 36, Flavio Maestri 58 – Luis Bonnet 49                                                                                       |

### Clausura 19
| Data              | Mecz |
| ----------------- | --- |
| 28 listopada 2004 | Universidad San Martín Lima – Cienciano Cuzco 1:1 Wilmer Carrillo 52 – Juan Bazalar 59                                                              |
| 28 listopada 2004 | Club Sporting Cristal – Coronel Bolognesi Tacna 3:0 Henry Quinteros 19, Luis Bonnet 46, José Moisela 75                                             |
| 28 listopada 2004 | Deportivo Wanka Huancayo – Alianza Atlético Sullana 1:0 Guillermo Vásquez 92                                                                        |
| 28 listopada 2004 | Unión Huaral – Atlético Universidad Arequipa 4:2 Alex Magallanes 46, César Goya 48, Daniel Maldonado 61, 79 – Percy Manchego 5k, Juan Montenegro 89 |
| 28 listopada 2004 | FBC Melgar – Alianza Lima 2:0 Gabriel García 21, Diego Bustamante 56                                                                                |
| 28 listopada 2004 | Estudiantes de Medicina Ica – Universidad César Vallejo Trujillo 1:1 Rafael Farfán 79 – Cristian Ortiz 6                                            |
| 28 listopada 2004 | Universitario Lima – Sport Boys Callao 1:0 Gregorio Bernales 52                                                                                     |

### Clausura 20
| Data           | Mecz |
| -------------- | --- |
| 3 grudnia 2004 | Atlético Universidad Arequipa – Universitario Lima 1:0 Sebastián Néstor Domínguez 28                                                                                       |
| 4 grudnia 2004 | Universidad César Vallejo Trujillo – Sport Boys Callao 1:1 Martín Vásquez 61k – Cristian Jeandet 42                                                                        |
| 4 grudnia 2004 | Club Sporting Cristal – Deportivo Wanka Huancayo 6:1 Luis Bonnet 19, Henry Quinteros 22, Carlos Zegarra 35, 75, Juan Cominges 40, Jorge Antonio Soto 85 – Ismael Pereda 21 |
| 5 grudnia 2004 | Alianza Atlético Sullana – Universidad San Martín Lima 1:4 Johan Sotil 22 – Óscar Olvera 13, Antonio Serrano 16, Paul Manuel Cominges 46, Martín Mandra 78                 |
| 5 grudnia 2004 | Cienciano Cuzco – FBC Melgar 1:0 Sergio Ibarra 92 |
| 5 grudnia 2004 | Coronel Bolognesi Tacna – Estudiantes de Medicina Ica 1:0 Johan Fano 35 |
| 5 grudnia 2004 | Alianza Lima – Unión Huaral 1:1 Johnny Baldeón 12 – Ryan Salazar 4k |

### Clausura 21
| Data           | Mecz |
| -------------- | --- |
| 5 grudnia 2004 | Estudiantes de Medicina Ica – Alianza Atlético Sullana 0:1 Roberto Jiménez 14                                                  |
| 5 grudnia 2004 | Universidad San Martín Lima – Atlético Universidad Arequipa 1:0 Paul Manuel Cominges 67                                        |
| 5 grudnia 2004 | Sport Boys Callao – Cienciano Cuzco 1:1 Cristian Jeandet 29 – Sergio Ibarra 36k                                                |
| 5 grudnia 2004 | Unión Huaral – Coronel Bolognesi Tacna 1:2 Ryan Salazar 35k – Jorge Zambrano 40, Jorge Ramírez 92                              |
| 5 grudnia 2004 | FBC Melgar – Club Sporting Cristal 1:2 Luis Caldas 72 – Carlos Zegarra 62, Jorge Antonio Soto 74                               |
| 5 grudnia 2004 | Deportivo Wanka Huancayo – Alianza Lima 3:2 Carlos Flores 31, 81, Paulo Medina 52 – José Soto 47, Juan Diego González-Vigil 66 |
| 5 grudnia 2004 | Universitario Lima – Universidad César Vallejo Trujillo 1:1 Roberto Farfán 32 – José Fernández 89                              |

### Clausura 22
| Data            | Mecz |
| --------------- | --- |
| 11 grudnia 2004 | Club Sporting Cristal – Estudiantes de Medicina Ica 4:2 Carlos Orejuela 5, Luis Bonnet 20, 34, 69k – Javier Chumpitaz 58, Luis Montalván 85     |
| 11 grudnia 2004 | Universidad César Vallejo Trujillo – FBC Melgar 1:0 José Fernández 4                                                                            |
| 12 grudnia 2004 | Alianza Atlético Sullana – Sport Boys Callao 5:0 Roberto Jiménez 21, Pedro García 36, 55, Javier Soria 61, Dúber Zapata 88                      |
| 12 grudnia 2004 | Coronel Bolognesi Tacna – Universitario Lima 0:0                                                                                                |
| 12 grudnia 2004 | Deportivo Wanka Huancayo – Unión Huaral 1:1 Paulo Medina 30 – Antonio Meza Cuadra 60                                                            |
| 12 grudnia 2004 | Alianza Lima – Universidad San Martín Lima 2:1 Juan Diego González-Vigil 26, Wilmer Aguirre 72 – Renzo Sheput 62                                |
| 12 grudnia 2004 | Atlético Universidad Arequipa – Cienciano Cuzco 4:1 Cristián Zúñiga 43, 75, Sebastián Néstor Domínguez 56, Karlos Calcina 85 – Sergio Ibarra 61 |

### Clausura 23
| Data            | Mecz |
| --------------- | --- |
| 12 grudnia 2004 | Cienciano Cuzco – Universidad César Vallejo Trujillo 4:0 Daniel Gamarra 8, Miguel Mostto 63, Germán Carty 74, Sergio Ibarra 86                                                                          |
| 12 grudnia 2004 | Sport Boys Callao – Atlético Universidad Arequipa 2:2 Gustavo Vasallo 9, 35 – Javier Cárdenas 19, Cristián Zúñiga 51                                                                                    |
| 12 grudnia 2004 | FBC Melgar – Deportivo Wanka Huancayo 5:0 Gabriel García 7, 38, 60, Diego Bustamante 22, Ramón Rodríguez del Solar 47                                                                                   |
| 12 grudnia 2004 | Universidad San Martín Lima – Coronel Bolognesi Tacna 5:2 Rafael Villanueva 10, Paul Manuel Cominges 32, Cléber Chalá 72, Wilmer Carrillo 75, Pedro Prado 84 – David Soria Yoshinari 45, Johan Fano 90k |
| 12 grudnia 2004 | Unión Huaral – Club Sporting Cristal 1:2 Ryan Salazar 63 – Carlos Zegarra 37, Juan Cominges 51 |
| 12 grudnia 2004 | Universitario Lima – Alianza Atlético Sullana 1:1 Piero Alva 56 – William Chiroque 17 |
| 12 grudnia 2004 | Estudiantes de Medicina Ica – Alianza Lima 0:2vo |

### Clausura 24
| Data            | Mecz |
| --------------- | --- |
| 17 grudnia 2004 | Deportivo Wanka Huancayo – Universidad San Martín Lima 0:2vo Paulo Medina 23 mecz zakończył się zwycięstwem klubu Deportivo Wanka 1:0 – zweryfikowany na walkower 0:2 dla Universidad San Martín z powodu niespłaconych długów klubu Deportivo Wanka |
| 18 grudnia 2004 | Alianza Lima – Sport Boys Callao 0:1 Henry Colán 89 |
| 18 grudnia 2004 | Coronel Bolognesi Tacna – Cienciano Cuzco 1:1 Carlos Marczuk 34 – Carlos Lobatón 55 |
| 19 grudnia 2004 | Alianza Atlético Sullana – Universidad César Vallejo Trujillo 2:1 Jean Pierre Moreno 20, William Chiroque 68 – Luis Salhuana 5 |
| 19 grudnia 2004 | Unión Huaral – Estudiantes de Medicina Ica 2:0vo |
| 19 grudnia 2004 | Club Sporting Cristal – Universitario Lima 4:2 José Moisela 5, Jorge Antonio Soto 68, Henry Quinteros 77, Juan Cominges 79 – Juan Manuel Vargas 26k, Gregorio Bernales 73                                                                            |
| 19 grudnia 2004 | Atlético Universidad Arequipa – FBC Melgar 2:2 Cristián Zúñiga 28, 76 – Ramón Rodríguez del Solar 16, Martín Arriola 89 |

### Clausura 25
| Data            | Mecz |
| --------------- | --- |
| 19 grudnia 2004 | Alianza Lima – Universitario Lima 0:2 Piero Alva 55, Ysrael Zúñiga 76                                                                            |
| 19 grudnia 2004 | Universidad San Martín Lima – Club Sporting Cristal 2:1 Martín Mandra 58, Carlos Enrique Ismodes 74 – Piero Casella 46                           |
| 19 grudnia 2004 | Universidad César Vallejo Trujillo – Atlético Universidad Arequipa 1:0 Juan Gutiérrez 67                                                         |
| 19 grudnia 2004 | Alianza Atlético Sullana – Cienciano Cuzco 3:3 William Chiroque 17, Marco Casas 53, Juan Arango 69 – Carlos Lobatón 26, 33k, Miguel Mostto 39    |
| 19 grudnia 2004 | FBC Melgar – Unión Huaral 0:1 César Goya 65 |
| 19 grudnia 2004 | Deportivo Wanka Huancayo – Estudiantes de Medicina Ica 2:0vo                                                                                     |
| 19 grudnia 2004 | Sport Boys Callao – Coronel Bolognesi Tacna 5:2 Alfredo Carmona 45k, Henry Colán 49, 80, Gustavo Vasallo 85, 87 – Johan Fano 48k, Donny Neyra 52 |

### Clausura 26
| Data            | Mecz |
| --------------- | --- |
| 24 grudnia 2004 | Coronel Bolognesi Tacna – Universidad César Vallejo Trujillo 4:1 Johan Fano 7, 90, Junior Ross 30, Miguel Zagazeta 87 – Pedro Antonio Aparicio 22k               |
| 24 grudnia 2004 | Club Sporting Cristal – Sport Boys Callao 1:3 Hugo Alves 73 – Henry Colán 15, Miguel Ángel Torres 72, Gustavo Vasallo 91                                         |
| 26 grudnia 2004 | Estudiantes de Medicina Ica – FBC Melgar 0:2vo |
| 26 grudnia 2004 | Cienciano Cuzco – Alianza Lima 2:2 Miguel Mostto 36, Germán Carty 50 – Flavio Maestri 4, Aldo Olcese 84                                                          |
| 26 grudnia 2004 | Universitario Lima – Deportivo Wanka Huancayo 5:2 José Carranza 48k, Ysrael Zúñiga 58, 79, Michael Guevara 82, Piero Alva 90 – Paulo Medina 11, Carlos Flores 77 |
| 26 grudnia 2004 | Unión Huaral – Universidad San Martín Lima 0:1 Martín Mandra 4                                                                                                   |
| 26 grudnia 2004 | Atlético Universidad Arequipa – Alianza Atlético Sullana 0:0 |

### Tabela końcowa turnieju Clausura 2004
| Poz | Klub                               | Mecze | Zw | Rem | Por | Pkt | BrZd | BrStr |
| --- | ---------------------------------- | ----- | -- | --- | --- | --- | ---- | ----- |
| 1   | Club Sporting Cristal              | 26    | 16 | 2   | 8   | 50  | 55   | 37    |
| 2   | Universidad San Martín Lima        | 26    | 14 | 5   | 7   | 47  | 40   | 26    |
| 3   | Cienciano Cuzco                    | 26    | 11 | 11  | 4   | 44  | 41   | 26    |
| 4   | Universitario Lima                 | 26    | 11 | 10  | 5   | 43  | 34   | 28    |
| 5   | Alianza Atlético Sullana           | 26    | 12 | 6   | 8   | 42  | 41   | 34    |
| 6   | Alianza Lima                       | 26    | 10 | 8   | 8   | 38  | 31   | 23    |
| 7   | Unión Huaral                       | 26    | 10 | 8   | 8   | 38  | 35   | 30    |
| 8   | Sport Boys Callao                  | 26    | 10 | 7   | 9   | 37  | 38   | 40    |
| 9   | Atlético Universidad Arequipa      | 26    | 8  | 9   | 9   | 33  | 37   | 38    |
| 10  | FBC Melgar                         | 26    | 9  | 5   | 12  | 32  | 47   | 41    |
| 11  | Coronel Bolognesi Tacna            | 26    | 8  | 6   | 12  | 30  | 45   | 42    |
| 12  | Universidad César Vallejo Trujillo | 26    | 7  | 7   | 12  | 28  | 24   | 39    |
| 13  | Deportivo Wanka Huancayo           | 26    | 7  | 4   | 15  | 25  | 27   | 62    |
| 14  | Estudiantes de Medicina Ica        | 26    | 3  | 4   | 19  | 13  | 19   | 48    |

## Tabela sumaryczna sezonu 2004
| Poz | Klub                               | Mecze | Zw | Rem | Por | Pkt | BrZd | BrStr |
| --- | ---------------------------------- | ----- | -- | --- | --- | --- | ---- | ----- |
| 1   | Cienciano Cuzco                    | 52    | 29 | 14  | 9   | 101 | 94   | 54    |
| 2   | Alianza Lima                       | 52    | 29 | 12  | 11  | 99  | 79   | 39    |
| 3   | Club Sporting Cristal              | 52    | 29 | 8   | 15  | 95  | 105  | 61    |
| 4   | Alianza Atlético Sullana           | 52    | 27 | 11  | 14  | 92  | 87   | 63    |
| 5   | Universitario Lima                 | 52    | 22 | 18  | 12  | 84  | 65   | 53    |
| 6   | Unión Huaral                       | 52    | 20 | 15  | 17  | 75  | 67   | 59    |
| 7   | Universidad César Vallejo Trujillo | 52    | 16 | 15  | 21  | 63  | 48   | 72    |
| 8   | FBC Melgar                         | 52    | 17 | 11  | 24  | 62  | 78   | 82    |
| 9   | Sport Boys Callao                  | 52    | 16 | 14  | 22  | 62  | 66   | 80    |
| 10  | Coronel Bolognesi Tacna            | 52    | 17 | 9   | 26  | 60  | 85   | 86    |
| 11  | Atlético Universidad Arequipa      | 52    | 13 | 18  | 21  | 57  | 65   | 80    |
| 12  | Universidad San Martín Lima        | 52    | 16 | 9   | 27  | 57  | 61   | 76    |
| 13  | Deportivo Wanka Huancayo           | 52    | 14 | 11  | 27  | 53  | 55   | 105   |
| 14  | Estudiantes de Medicina Ica        | 52    | 10 | 13  | 29  | 43  | 40   | 85    |

Do I ligi awansował mistrz Copa Perú, klub Sport Áncash Huaraz – I liga zmniejszona została do 13 klubów.

## Campeonato Peruano 2004
Według regulaminu o mistrzostwo kraju walczą zwycięzcy turniejów Apertura i Clausura. Gdyby ten sam klub zwyciężył w obu tych turniejach, automatycznie zostałby mistrzem Peru. By dany klub mógł walczyć o mistrzostwo kraju, nie tylko musi wygrać jeden z dwóch turniejów (Apertura lub Clausura), ale jednocześnie musi zmieścić się w najlepszej szóstce drugiego turnieju. Jeśli jeden ze zwycięzców nie zmieści się w najlepszej szóstce drugiego turnieju, to meczu o mistrzostwo nie będzie, a mistrzem Peru będzie drużyna, która wygrała jeden z turniejów (Apertura lub Clausura) i w drugim znalazła się w pierwszej szóstce. W przypadku, gdy obaj zwycięzcy turniejów nie uplasują się w czołowej szóstce „przegranych turniejów”, to mistrzem Peru zostanie najlepszy klub w tabeli sumarycznej sezonu.
O mistrzostwo Peru zmierzył się zwycięzca turnieju Apertura (Alianza Lima – w Clausura 6. miejsce) ze zwycięzcą turnieju Clausura (Club Sporting Cristal – w Apertura 4. miejsce).
| Data            | Mecz                                                |
| --------------- | --------------------------------------------------- |
| 29 grudnia 2004 | Alianza Lima – Club Sporting Cristal 0:0, karne 5:4 |

Mistrzem Peru w 2004 roku został klub Alianza Lima, natomiast wicemistrzem – klub Club Sporting Cristal.

## Strzelcy bramek 2004
| Gole | Piłkarz                    | Klub                                         |
| ---- | -------------------------- | -------------------------------------------- |
| 35   | Gabriel García             | FBC Melgar                                   |
| 29   | Johan Fano                 | Coronel Bolognesi Tacna                      |
| 28   | Luis Bonnet                | Club Sporting Cristal                        |
| 25   | Sergio Ibarra              | Cienciano Cuzco                              |
| 23   | Pedro García               | Alianza Atlético Sullana                     |
| 21   | Sebastián Néstor Domínguez | Atlético Universidad Arequipa                |
| 18   | Hernán Rengifo             | Unión Huaral                                 |
| 17   | Miguel Mostto              | Cienciano Cuzco                              |
| 17   | Junior Ross                | Coronel Bolognesi Tacna                      |
| 14   | Jefferson Farfán           | Alianza Lima                                 |
| 14   | Ysrael Zúñiga              | Universitario Lima                           |
| 13   | Carlos Zegarra             | Club Sporting Cristal                        |
| 12   | Carlos Enrique Ismodes     | Universidad San Martín Lima                  |
| 12   | Jorge Antonio Soto         | Club Sporting Cristal                        |
| 12   | Piero Alva                 | Alianza Atlético Sullana, Universitario Lima |
| 12   | Cristián Zúñiga            | Atlético Universidad Arequipa                |
| 12   | Henry Colán                | Sport Boys Callao                            |
| 12   | Gustavo Vasallo            | Sport Boys Callao                            |
| 11   | Ramón Rodríguez del Solar  | FBC Melgar                                   |
| 10   | Paul Manuel Cominges       | Universidad San Martín Lima                  |
| 10   | Cristian Ortiz             | Universidad César Vallejo Trujillo           |